# Sandboard en Chile
La práctica de Sandboard en Chile ha sido favorecida por la existencia de una extenso desierto, cerros y dunas para la práctica de este deporte, especialmente en la zona norte, donde las condiciones climáticas atraen a muchos riders de todo el mundo. 

## Condiciones
Gracias a las condiciones geográficas de Chile y su extenso Desierto de Atacama, existen cientos de dunas y cerros. Es posible practicar sandboard durante todo el año en el norte de Chile. 

## Sitios de práctica
De norte a centro, algunos de los lugares más populares para sandbordear en Chile son:

### Región de Tarapacá
En la ciudad de Iquique está Cerro Dragón, una «duna urbana de carácter relicto más extensa del planeta», y la cual es considerada "la duna urbana mas grande del mundo."
En 2018, hospedó el Campeonato Mundial de Sandboard, que fue ganado por el suizo Simón Singer modalidad Slalom y Geovanny Pizarro en modalidad Boardercross.
Valle de la Muerte
Duna de Roca Roja

### Región de Atacama
Cerro Medanoso: es la duna de mayor altitud en Chile.
Cerro Imán: formando parte de la ruta del Dakar Argentina-Chile.

### Región de Valparaiso
Dunas de Concón

### Región de Biobío
Dunas de Yani

## Riders nacionales
- Geovanny Pizarro